# یوهان آویک
یوهان آویک (استونیایی: Juhan Aavik; ۲۹ ژانویهٔ ۱۸۸۴ – ۲۶ نوامبر ۱۹۸۲) آهنگ‌ساز اهل استونی بود.
وی موسیقی را در کنسرواتوار سن پترزبورگ آموخت، از سال ۱۹۱۱ تا ۱۹۲۵ در تارتو، ۱۹۲۸ تا ۱۹۴۴ در تالین و ۱۹۴۸ تا ۱۹۶۱ در سوئد به‌عنوان رهبر ارکستر موسیقی به فعالیت پرداخت.